# Wallace (Vorname)
Wallace ist ein von dem gleichlautenden Familiennamen abgeleiteter englischer männlicher Vorname.

## Namensträger
- Wallace „Mad Bear“ Anderson (1927–1985), Aktivist der Tuscarora, Steuerverweigerer und Sprecher für die Unabhängigkeit der indigenen Bevölkerung Amerikas
- Wallace Arthur (* 1952), britischer Zoologe
- Wallace Beery (1885–1949), US-amerikanischer Schauspieler
- Wallace F. Bennett (1898–1993), US-amerikanischer Politiker
- Wallace Bishop (1906–1986), US-amerikanischer Schlagzeuger
- Wallace Reed Brode (1900–1974), US-amerikanischer Chemiker und Wissenschaftsorganisator
- Wallace Broecker  (1931–2019), US-amerikanischer Erd- und Umweltwissenschaftler
- Wallace Browne, Baron Browne of Belmont (* 1947), nordirischer Politiker (Democratic Unionist Party)
- Wallace Bryant (1863–1953), US-amerikanischer Bogenschütze
- Wallace A. Carlson (1894–1967), US-amerikanischer Comiczeichner und Produzent, Regisseur und Drehbuchautor von Zeichentrickfilmen
- Wallace Hume Carothers (1896–1937), US-amerikanischer Chemiker
- Wallace Craig (1876–1954), US-amerikanischer Experimentalpsychologe und Verhaltensforscher
- Wallace Crossley (1874–1943), US-amerikanischer Politiker
- Wallace H. Coulter (1913–1998), US-amerikanischer Ingenieur, Unternehmer und Erfinder
- Wallace Davenport (1925–2004), US-amerikanischer Jazztrompeter
- Wallace Diestelmeyer (1926–1999), kanadischer Eiskunstläufer
- Wallace John Eckert (1902–1971), US-amerikanischer Astronom
- Wallace Rider Farrington (1871–1933), US-amerikanischer Politiker, Territorialgouverneur von Hawaii
- Wallace Klippert Ferguson (1902–1983), kanadischer Historiker
- Wallace T. Foote junior (1864–1910), US-amerikanischer Bauingenieur, Jurist und Politiker
- Wallace Ford (1898–1966), britischer Schauspieler
- Wallace Fortuna dos Santos (* 1994), brasilianischer Fußballspieler
- Wallace Givens (1910–1993), US-amerikanischer Mathematiker und Informatiker
- Wallace M. Greene junior (1907–2003), US-amerikanischer General
- Wallace Hartley (1878–1912), englischer Violinist und Bandleader
- Wallace Jones (Musiker) (1906–1983), US-amerikanischer Jazztrompeter
- Wallace Kyle (1910–1988), australischer Offizier und Gouverneur von Western Australia
- Wallace Langham (* 1965), US-amerikanischer Schauspieler
- Wallace Martin Lindsay (1858–1937), schottischer Klassischer Philologe und Paläograf
- Wallace McCain (1930–2011), kanadischer Unternehmer
- Wallace McCutcheon jr. (1880–1928), US-amerikanischer Filmregisseur und Schauspieler
- Wallace McCutcheon sr. (1862–1918), US-amerikanischer Filmregisseur
- Wallace Merck, US-amerikanischer Schauspieler
- Wallace Morgan (1873–1948), US-amerikanischer Künstler
- Wallace S. Murray (1887–1965), US-amerikanischer Diplomat
- Wallace Nesbitt (1858–1930), kanadischer Jurist und Richter
- Wallace E. Oates (1937–2015), US-amerikanischer Ökonom
- Wallace Oliveira dos Santos (* 1994), brasilianischer Fußballspieler
- Wallace Peters (1924–2018), britischer Mediziner
- Wallace E. Pierce (1881–1940), US-amerikanischer Politiker
- Wallace S. Pitcher (1919–2004), britischer Geologe und Petrograph
- Wallace Reid (1891–1923), US-amerikanischer Filmschauspieler
- Wallace Reis da Silva (* 1987), brasilianischer Fußballspieler
- Wallace Roney (1960–2020), US-amerikanischer Jazztrompeter
- Wallace P. Rowe (1926–1983), US-amerikanischer Virologe und Krebsforscher
- Wallace Clement Sabine (1868–1919), US-amerikanischer Physiker und Raumakustiker
- Wallace Sargent (1935–2012), britisch-US-amerikanischer Astronom
- Wallace Schreiber (* 1962), deutsch-kanadischer Eishockeyspieler
- Wallace Shawn (* 1943), US-amerikanischer Schauspieler, Regisseur und Autor
- Wallace Smith (1924–1973), US-amerikanischer Boxer
- Wallace B. Smith (1929–2023), Präsident der Gemeinschaft Christi
- Wallace Souza (1958–2010), brasilianischer Fernsehmoderator, Politiker und mutmaßlicher Drogenhändler
- Wallace de Souza (* 1987), brasilianischer Volleyballspieler
- Wallace Spearmon (* 1984), US-amerikanischer Sprinter
- Wallace Stegner (1909–1993), US-amerikanischer Historiker, Schriftsteller und Umweltaktivist
- Wallace Stevens (1879–1955), US-amerikanischer Lyriker und Essayist
- Wallace Thurman (1902–1934), US-amerikanischer Schriftsteller
- Wallace Ward (1932–2006), US-amerikanischer Chemiker und Autor von Selbsthilfebüchern
- Wallace Wattles (1860–1911), US-amerikanischer Schriftsteller
- Wallace Werner (1936–1964), US-amerikanischer Skirennläufer
- Wallace West (1900–1980), US-amerikanischer Schriftsteller
- Wallace H. White (1877–1952), US-amerikanischer Politiker
- Wallace G. Wilkinson (1941–2002), US-amerikanischer Politiker und Gouverneur
- Wallace V. Wolfe (1895–1988), US-amerikanischer Toningenieur und Erfinder
- Wallace Wolodarsky, US-amerikanischer Fernsehregisseur und Autor

## Fiktive Namensträger
- Wallace, Hauptfigur aus der britischen Animationsfilmreihe Wallace & Gromit